# Konibale (district)
Konibale est l'un des districts de la sous-préfecture de Koba-Tatema, situé dans la préfecture de Boffa en république de Guinée.

## Géographie

### Démographie
- En 2014, le district comptait 2 407 habitants selon les RGPH 2014[1].